# Grassalkovich János
Gyaraki Grassalkovich János (kb. 1656 – Ürmény, 1716) Grassalkovich Antal édesapja, Nyitra vármegyei birtokos, postamester, kuruc hadbíró.

## Származása és családja
Első ismert felmenője Krisakov Gergely, aki 1405-ben szerepel mint Zala és Temes vármegyei birtokos. Kutatók szerint e Gergely névből ered a Grassalkovich név is, melyre állítólag 1584-ben címerlevelet kaptak. Más vélemény szerint a család neve Horváth volt, s csak később vehették fel a Graschakovith, Graschialkovith formát. A családnév végleges változata éppen a 17/18. század fordulóján rögzült.
Grassalkovich János  Graschakovith István és Rajmannus Erzsébet (Raymannus Pál és Rácsay Dorottya leánya) gyermekeként született. Édesapja 1680-ban, édesanyja (már mint id. Névedy Pálné) 1682-ben hunyt el. Három testvére volt:
- Pál
- Farkas (felesége Kruplanitz Judit, Kruplanitz János és Kékedy Ilona leánya)
- István

Felesége egresdi Egresdy Zsuzsanna (1666–1724. július 30.), Egresdy János és Tuchinszky Judit leánya volt, akitől négy gyermeke született:
- Erzsébet (*Ürmény, 1691. november 11.) 1716. február 11-én férjhez megy felszőllősi Szőllősy Boldizsárhoz
- Antal (Ürmény, 1694. március 6. – Gödöllő, 1771. december 1.)
- Zsuzsanna (?) férje 1717-től: pilisi Beleznay János
- Judit (? – Deménd, 1746.) férje: ebeczki Blaskovics Sámuel

## Élete
Fiatalon Thököly Imre kurucai közé állt, 1683-ban báró Pongrácz Gáspár oldalán rablásokban, útonállásokban vett részt. 1684–1687 között a Luzsinszky család beckói javainak tiszttartója. 1700 körül Bottyán János ügyvédje, a későbbi neves kuruc generális fogadta örökbe és jelentős javakat örökölt tőle.
A Rákóczi-szabadságharc alatt végig (1705 és 1710 között bizonyosan) Érsekújvárott szolgált hadbíróként és postamesterként. Utóbb Ürményben volt postamester.